# Söndag

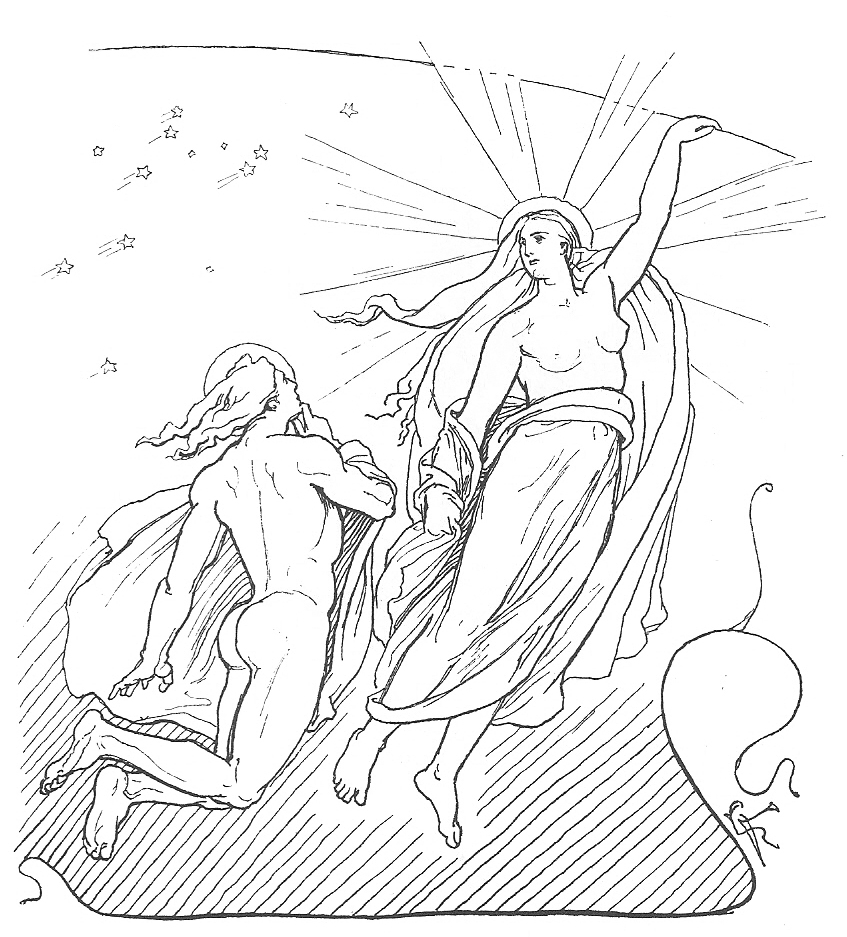
Sol rör sig över himlavalvet

Söndag är en veckodag som i Norden är uppkallad efter den fornnordiska solgudinnan Sol, som även kallades Sunna eller Sunne. På fornnordiska hette dagen sunnudagr (Sols dag). Söndagen anses vara "översatt" från latinets "Dies solis", "solens dag".
Söndag kommer efter lördag och före måndag. I den svenska almanackan är söndag numera veckans sjunde och sista dag, sedan detta blev internationell standard 1972, men i både traditionell judisk och kristen tideräkning är den däremot veckans första dag.
Traditionellt har butiker varit stängda på söndagar i kristna länder, enligt principen om vilodagen. På 1970-talet släpptes öppettiderna fria i Sverige, efter att ha varit styrda av lagar. Matbutiker började vara öppna på söndagar, och efterhand fler butiker. I många länder till exempel Tyskland är det fortfarande lag på att butiker ska vara stängda på söndagar, något som är kopplat till arbetstidsregler.

## Söndag i religion
Herrens dag (latin:Dominica) är den kristna benämning på den första veckodagen (söndagen) i den judiska kalendern. Benämningen Herrens dag återfinns redan i Nya Testamentet och anses syfta på den veckodag då Jesus uppstod från de döda.
I stora delar av kristen tradition firas söndagen som den dag då Jesus uppstod från de döda (Matt 28:1), som vilodag. Det finns dock ingen text i Nya Testamentet som föreslår att just denna dag ska vara gudstjänst- eller vilodag. Inom judendom, adventism och sjundedagsbaptism firas detta på lördagen, som räknas som veckans sista dag, efter exemplet i den judiska skapelseberättelsen då Gud vilade på den sjunde dagen, efter att ha skapat världen under sex dagar.
Söndagen firades inte som kristen helgdag före år 135 e. Kr., då den romerske kejsaren Hadrianus krossade det tredje judiska upproret som leddes av Simon bar Kokhba. Jerusalem blev en romersk koloni från vilken judar (och judiska kristna) exkluderades. Hadrianus ändrade namnet på Jerusalem till Aelia Capitolina och förbjöd utövandet av den judiska religionen i allmänhet och iakttagandet av sabbaten i synnerhet. År 321 e. Kr. förbjöd den romerske kejsaren Konstantin allt sekulärt arbete i städerna på ”den vördnadsvärda solens dag.”